# Krittapot Kongla
Krittapot Kongla (thailändisch กฤตพจน์ คนกล้า; * 15. November 1999), auch als Ice  ist ein thailändischer Fußballspieler.

## Karriere
Krittapot Kongla stand die Saison 2024/25 beim Drittligisten Dome FC unter Vertrag. Mit dem Verein aus Pathum Thani spielte er in der Central Region der Liga. Nach zwanzig Ligaspielen wechselte er im Juni 2025 nach Chaintat zum Zweitligisten Chainat Hornbill FC. Sein Zweitligadebüt gab Kongla am 16. August 2025 (1. Spieltag) im Auswärtsspiel gegen den Pattaya United FC. Bei dem 2:2-Unentschieden wurde er in der 66. Minute für Patipanchai Phothep eingewechselt.